# Гюнтерсдорф (Добершау-Гаусиг)
Гюнтерсдорф или Гу́нчерицы (нем. Günthersdorf; в.-луж. Hunćericy) — деревня в Верхней Лужице, Германия. Входит в состав коммуны Добершау-Гаусиг района Баутцен в земле Саксония. Подчиняется административному округу Дрезден.
Деревня имеет круговую структуру построения жилых домов. Граничит на юге c деревней Гуска (Huska, Gaußig) и с деревней Цоков (Cokow, Zockau) — на севере.

## История
Впервые упоминается в 1230 году под наименованием Гунтерсдорф (Guntersdorf).
С 1935 по 1999 года деревня входила в состав коммуны Гаусиг. С 1999 года входит в состав коммуны Добершау-Гаусиг.
В настоящее время деревня входит в состав культурно-территориальной автономии «Лужицкая поселенческая область», на территории которой действуют законодательные акты земель Саксонии и Бранденбурга, содействующие сохранению лужицких языков и культуры лужичан.

## Население
Согласно статистическому сочинению «Dodawki k statisticy a etnografiji łužickich Serbow» Арношта Муки в 1884 году проживало 128 человек (из них — 102 серболужичанина (80 %)). Большинство жителей являются лютеранами.
Официальным языком в населённом пункте, помимо немецкого, является также верхнелужицкий язык.
| 1834 | 1871 | 1884 | 1890 | 1910 | 1925 | 2011 |
| ---- | ---- | ---- | ---- | ---- | ---- | ---- |
| 93   | 112  | 128  | 129  | 138  | 141  | 108  |